# Lista siturilor arheologice din județul Vaslui - S
Lista siturilor arheologice din județul Vaslui - S conține toate siturile arheologice din județul Vaslui înscrise în Repertoriul Arheologic Național (RAN) și aflate în localități al căror nume începe cu litera S. RAN este administrat de Ministerul Culturii și Patrimoniului Național și cuprinde date științifice, cartografice, topografice, imagini și planuri, precum și orice alte informații privitoare la zonele cu potențial arheologic, studiate sau nu, încă existente sau dispărute.
Puteți căuta un sit din localitățile care încep cu litera S folosind formularul de mai jos sau puteți naviga prin toate siturile din județ la Lista siturilor arheologice din județul Vaslui.
| Cod RAN                                | Denumire | Localitate                   | Adresă                    | Datare                         | Descoperit | Coordonate | Imagine           | Erori            |
| -------------------------------------- | --- | ---------------------------- | ------------------------- | ------------------------------ | ---------- | ---------- | ----------------- | ---------------- |
| 162853.01.01                           | Ruinele bisericii "Sf. Nicolae" de la Schitu-Vatra satului, în cimitir / ansamblu anonim (Categorie: construcție de cult) (Tip: biserică)                            | sat Schitu, comuna Bogdănița | Vatra satului, în cimitir | 1845-1847                      |            |            | Încărcați imagine | Raportați eroare |
| 162363.01.01 (Cod LMI: VS-I-s-B-20216) | Ruinele bisericii "Adormirea Maicii Domnului" de la Suseni / ansamblu Biserica "Adormirea Maicii Domnului" (Categorie: structură de cult/religioasă) (Tip: Biserică) | sat Suseni, comuna Băcani    |                           | sec. XVII; refăcută 1809, 1834 |            |            | Încărcați imagine | Raportați eroare |